# Lincolnshire Poacher (fromage)
Pour les articles homonymes, voir Lincolnshire Poacher.
Le Lincolnshire Poacher est un fromage anglais au lait cru de vache. Il est généralement cylindrique avec une croûte ressemblant au granit. Il est produit dans le Lincolnshire. Ce fromage est affiné entre 14 et 24 mois en fonction de l'époque de l'année où le lait est récolté.

## Récompenses
- Champion suprême aux British Cheese Awards de 1996 et 1997.
- Meilleur fromage britannique aux World Cheese awards en 2001 et en 2002.
- Médaille d'or aux British Cheese Awards en 2003 et en 2004 avec le Smoked Lincolnshire Poacher.

## Sources
- (en) Cet article est partiellement ou en totalité issu de l’article de Wikipédia en anglais intitulé « Lincolnshire Poacher cheese » (voir la liste des auteurs).